# Миоза
Миоза е медицински термин, с който се означава свиването на зеницата или състоянието на свита зеница. Обратно на миозата е мидриазата.
Неестествено свитите зеници се наблюдават при някои медицински състояния (синдром на Хорнер, върхов карцином на белите дробове, вътречерепно кръвотечение), но могат и да се предизвикат от употребата на определени лекарства, наркотици и химикали (трамадол, кодеин, морфин, хероин, метадон).
Капките за очи, коети предизвикват свиването на зеницата, се наричат миотици.